# Ocean's Eleven - Fate il vostro gioco
Ocean's Eleven - Fate il vostro gioco (Ocean's Eleven) è un film del 2001 diretto da Steven Soderbergh, rifacimento modernizzato e contemporaneo della pellicola Colpo grosso del 1960.

## Trama
Danny Ocean, accusato di truffa aggravata e rapina, esce dal carcere dopo quattro anni di reclusione. Poco tempo dopo va a ritrovare un vecchio compagno, Rusty Ryan, anche lui rapinatore e truffatore, ora "insegnante di poker" di un gruppo di giovani attori. Dopo aver fatto vincere Danny ingannando i suoi "allievi", Rusty parla con Danny che gli propone di eseguire un furto ai tre più importanti casinò di Las Vegas (il Bellagio, il Mirage e l'MGM Grand), tutti appartenenti al milionario Terry Benedict.
Così i due vanno a trovare un vecchio amico di lavoro, Reuben Tishkoff, un ricco industriale, e cercano di convincerlo a prendere parte al colpo. Reuben, nonostante nutra qualche perplessità a causa delle proibitive misure di sicurezza, accetta poiché Benedict sta per distruggergli il casinò, mettendo però in guardia i due sui metodi spietati del milionario.
Così si procede a organizzare la rapina, finanziata proprio da Reuben: Danny "recluta" altre otto persone nella squadra, tutti con un preciso compito assegnato: Yen, acrobata cinese la cui agilità servirà a eludere i sistemi di sicurezza del caveau del Bellagio (contenente anche il denaro degli altri due casinò), i fratelli Malloy, esperti di mezzi di trasporto, l'hacker Livingston Dell, Frank Catton, croupier che lavora sotto il nome di "Ramon" in quanto il suo vero nome non passa i controlli a causa dei suoi precedenti penali, l'anziano Saul Bloom, l'esperto di esplosivi Basher Tarr e per ultimo Linus Caldwell, figlio di grandi ladri.
Yen dovrà introdursi nel caveau di Benedict e installare degli esplosivi dall'interno della stanza, mentre Danny lo farà saltare dall'esterno dopo aver anche lui piazzato esplosivi analoghi. I Malloy procedono con gli appostamenti e la duplicazione delle chiavi d'accesso, mentre Livingston si occupa di gestire la sorveglianza intercettando le telecamere del caveau del Bellagio. Frank studia gli spostamenti interni dal posto di lavoro da croupier appena ottenuto e Saul si dovrà occupare di ottenere la fiducia di Benedict come ricco produttore d'armi per introdursi, insieme ad un carico molto importante, all'interno dello stesso caveau. Linus sorveglia e pedina Benedict con l'obiettivo di studiare il nemico principale e nel frattempo tutti i componenti della banda si mettono all'opera per costruire una copia esatta della struttura interna della cassaforte, in modo tale da simulare alla perfezione il colpo. Danny è convinto che per il giorno del furto nel caveau principale ci dovrebbero essere all'incirca 150 milioni di dollari dato che per legge i casinò devono assicurare il valore concreto di tutte le fiche in circolazione. Il colpo è quindi fissato in occasione di un importante incontro di boxe che appunto farà schizzare la quantità di denaro disponibile all'interno del caveau a quasi il doppio di una normale giornata di lavoro.
I piani di Danny sono però ostacolati da diversi inconvenienti: grazie a Linus, Rusty scopre il vero motivo per cui Danny ha organizzato il colpo, ovvero riprendersi la sua ex moglie Tess, attuale compagna di Benedict. I due ladri hanno un diverbio in quanto Rusty teme che la presenza della donna possa far saltare tutto, ma Danny dice all'amico di sapere quello che fa. Inoltre, alla distruzione del casinò di Reuben segue un blackout che però prende tutto il quartiere, facendo scoprire anzitempo una vulnerabilità nell'impianto generatore di corrente: il team di ladri avrebbe dovuto usare proprio questo sistema per dare il tempo a Danny di entrare nel caveau del Bellagio e rubare tutto, ma l'opportunità è sfumata. Così a Basher viene l'idea di rubare al CalTech quello che lui chiama "strizza", ossia un generatore di impulsi EMP tanto potente da poter creare per 30 secondi un blackout totale in tutta Las Vegas. Durante il furto, Linus viene lasciato nel furgone con gli insopportabili fratelli Malloy: stufo della loro "compagnia" e desideroso di conquistare la fiducia di Danny, esce dal furgone e s'introduce nell'edificio. I ladri rubano il generatore, ma Linus ha attirato su di sè le guardie: fugge e raggiunge il furgone, ma la chiusura delle porte provoca un infortunio a Yen, la cui mano rimane schiacciata nella portiera del furgone. Al ritorno, Livingston informa il gruppo che hanno un altro problema: Danny, in seguito ad un incontro/scontro con Tess si è procurato una "bandiera rossa", ovvero l'attenzione asfissiante delle telecamere, in seguito ai controlli di Terry su di lui. Rusty, in seguito alla discussione con Danny aveva deciso di farlo pedinare da Linus e il giovane ladro gli rivela dell'alterco tra Danny e Tess. Questo costa a Danny un'espulsione dal gruppo e Rusty chiede a Linus se si sente pronto a diventare il nuovo scassinatore del gruppo.
Il fatidico giorno arriva e il primo a scendere in campo è Saul che consegna il prezioso carico a Benedict prima del grande incontro di boxe; il secondo è Linus che finge di essere un impiegato dell'organizzazione per il gioco d'azzardo e, dopo un'accesa discussione, licenzia Catton, accusato di essere un truffatore ed ex criminale. Con la scusa di aver dimenticato il cercapersone Linus si intrufola nell'ascensore che porta al caveau. Intanto Danny, entrato comunque nel casinò, viene pedinato da due agenti in borghese di Benedict e portato in una stanza senza telecamere per essere massacrato di botte, dato che Terry ha intuìto che aveva qualcosa in mente, seppur senza conoscere il suo vero obiettivo. In realtà Danny non viene picchiato, dato che la guardia del corpo incaricata di farlo non è altro che un amico dello stesso Danny: in cambio di un'ingente somma di denaro il complice aiuta Danny a salire lungo un condotto che lo porterà sopra all'ascensore di Linus. Si scopre che tutti, tranne Linus, erano a conoscenza delle intenzioni di Danny e che l'espulsione di quest'ultimo era stata solo una modifica del piano originale, consentendo comunque a Linus di guadagnare finalmente la fiducia di Ocean.
Intanto Saul ha finto di avere un malore, proprio nel momento in cui Linus stava entrando in ascensore e stava per essere segnalato come fuori zona dalla sicurezza. Le guardie quindi chiedono l'aiuto di un medico (cioè Rusty, camuffato) e approfittando della confusione Livingston aggancia i monitor della sala di controllo, sostituendo l'immagine di Linus con una registrazione in cui appare tutto tranquillo. Basher porta lo "strizza" e accendendolo innesca un blackout che manda nel buio l'intera Las Vegas per trenta secondi, consentendo a Linus e Danny di raggiungere la porta della cassaforte e piazzare gli esplosivi. Yen intanto è uscito dal carrello che in precedenza i fratelli Malloy hanno spacciato per denaro contante, facendolo entrare senza problemi all'interno del caveau: da qui controlla gli ultimi preparativi, ma nel piazzare gli esplosivi rimane impigliato con la mano fasciata, proprio mentre l'aria respirabile sta finendo e Linus e Danny stanno per far saltare la porta. Livingston riesce a disattivare i detonatori per qualche secondo per evitare che l'esplosione travolga Yen che, rimasto quasi senz'aria, si libera. Finalmente la porta cede. Rusty a questo punto chiama Benedict, rivelandosi: i monitor della sicurezza vengono nuovamente ripristinati sulle immagini reali, consentendo al milionario di capire la situazione. Ora si trova davanti ad una scelta: la metà dei 163 milioni di dollari disponibili viene caricata nelle borse mentre l'altra viene imbottita di esplosivi, a scopo di ostaggio. Se  il trasporto del denaro all'esterno dell'edificio fosse stato compromesso, la squadra di ladri avrebbe fatto saltare entrambe le somme, mentre se fosse andato tutto liscio Benedict avrebbe salvato 81,5 milioni. Le guardie di Benedict portano come da istruzioni il denaro in un furgone diretto all'aeroporto, nel frattempo le squadre speciali S.W.A.T. entrano nel caveau per sgomberare l'area. Il furgone viene pedinato e sembra che per i ladri non ci sia altro da fare che arrendersi, ma gli agenti che fanno irruzione nel veicolo non trovano altro che un robot mosso da un comando a distanza.
Virgil Malloy fa esplodere le borse nel furgone, mentre il resto della squadra fa esplodere quelli rimasti nel Bellagio. Le squadre speciali hanno intanto fatto irruzione senza successo data la detonazione dell'esplosivo. Benedict affranto vuole rimanere solo nel suo caveau ormai ridotto a macerie ma si rende conto che qualcosa non quadra: chiama il suo direttore generale e gli chiede di revisionare le immagini della rapina, accorgendosi che la scritta "Bellagio" posta sul pavimento il martedì precedente non appariva nelle telecamere, pertanto dovevano essere immagini di una rapina effettuata in una copia esatta del caveau. La messa in scena è servita alla banda per uscire dall'edificio senza destare sospetti, coperti dal depistaggio del furgone usato precedentemente. Gli S.W.A.T. altro non sono infatti che gli stessi ladri (la chiamata al 911 era stata deviata da Livingston), i quali con disinvoltura escono dalla porta principale e con tutti i 163 milioni di dollari nelle proprie tasche.
Danny intanto è costretto a tornare nella stanza delle punizioni, ove il complice ha simulato per tutto il tempo della rapina il suo pestaggio, per evitare che Benedict scoprisse l'inganno. Anche se quest'ultimo ha forti sospetti su Danny lo lascia andare. Sull'uscita però Danny si ferma e chiede all'ormai ex milionario se sarebbe disposto a rinunciare a Tess in cambio dei soldi. Benedict risponde di sì, senza sapere che Tess lo sta guardando e sentendo: Livingston sta mostrando le immagini in diretta delle telecamere alla donna nella sua stanza d'albergo. La donna quindi, indignata, abbandona Terry per tornare con il marito, che dovrà rimanere però in carcere dai tre ai sei mesi in quanto ha violato la libertà vigilata. Quando esce, Rusty è lì ad aspettarlo insieme a Tess, ma i due si accorgono di essere pedinati dagli uomini di Benedict.

## Accoglienza
Grande successo al box office con oltre 450 milioni di dollari incassati globalmente, di cui 183 milioni solo negli Usa, a fronte di un budget di 85 milioni. Le riprese si sono svolte tra l'11 febbraio e il 7 giugno 2001. È uscito negli Usa il 5 dicembre, mentre in Italia il 21 dicembre 2001.

## Colonna sonora
- "Cha Cha Cha" scritta da James D'Angelo, Leo Johns, Jimmy Kelleher, Marc Lanjean, Henri Salvador e Marcel Stellman; cantata da Jimmy Luxury e The Tommy Rome Orchestra
- "The Projects" (P Jays) scritta da Dan Nakamura, Paul Huston, Tarin Jones e Trugoy The Dove (as David Jolicoeur); cantata da Handsome Boy Modeling School" featuring De La Soul (as Trugoy (De La Soul)) e Del (as Del Tha Funkee Homosapien)
- "Papa Loves Mambo" scritta da Al Hoffman, Dick Manning e Bickley Reichner; cantata da Perry Como
- "Take My Breath Away" scritta da Giorgio Moroder e Tom Whitlock, cantata dai Berlin
- "Spirit in the Sky" scritta e cantata da Norman Greenbaum
- "Blues in the Night" scritta da Harold Arlen and Johnny Mercer; cantata da Quincy Jones
- "Caravan" scritta da Duke Ellington e Juan Tizol; cantata da Arthur Lyman
- "A Little Less Conversation" scritta da Billy Strange e Mac Davis; cantata da Elvis Presley
- "Gritty Shaker" scritta e cantata da David Holmes
- "Spanish Flea" scritta da Julius Wechter; cantata da Powerpack Orchestra
- "Misty" composta da Erroll Garner; cantata da Liberace
- "Dream, Dream, Dream" scritta da Jimmy McHugh, Jean Pierre Mottier, Mitchell Parish e Jeannine Melle; cantata da Percy Faith e His Orchestra
- "Moon River" scritta by Henry Mancini e Johnny Mercer; cantata da Liberace
- "Theme from a Summer Place" scritta da Max Steiner
- "Theme for Young Lovers" scritta e cantata da Percy Faith and His Orchestra
- "69 Police" scritta da David Holmes, Phil Mossman, Darren Morris, Aldo Tagliapietra, Stanley Walden e Giovanni Smeraldi; cantata da David Holmes (remix della canzone del gruppo Le Orme Ad Gloriam)
- "Clair de Lune" scritta da Claude Debussy e arrangiata da Lucien Cailliet; suonata dalla Philadelphia Orchestra condotta da Eugene Ormandy

## Sequel
- Ocean's Twelve, 2004, diretto da Steven Soderbergh
- Ocean's Thirteen, 2007, diretto da Steven Soderbergh

## Spin-off
- Ocean's 8, 2018, diretto da Gary Ross